# Astrapotheriidae
Los astrapotéridos (Astrapotheriidae) son una familia extinta de mamíferos placentarios del orden Astrapotheria perteneciente al clado Meridiungulata, de mamíferos fósiles. Vivieron en Sudamérica durante el Cenozoico. Este grupo de mamíferos placentarios de grandes caninos que vivía en pantanos, tenía una anatomía y costumbres semejantes a los actuales jabalíes, los extintos Moeritherium y los hipopótamos.

## Generalidades

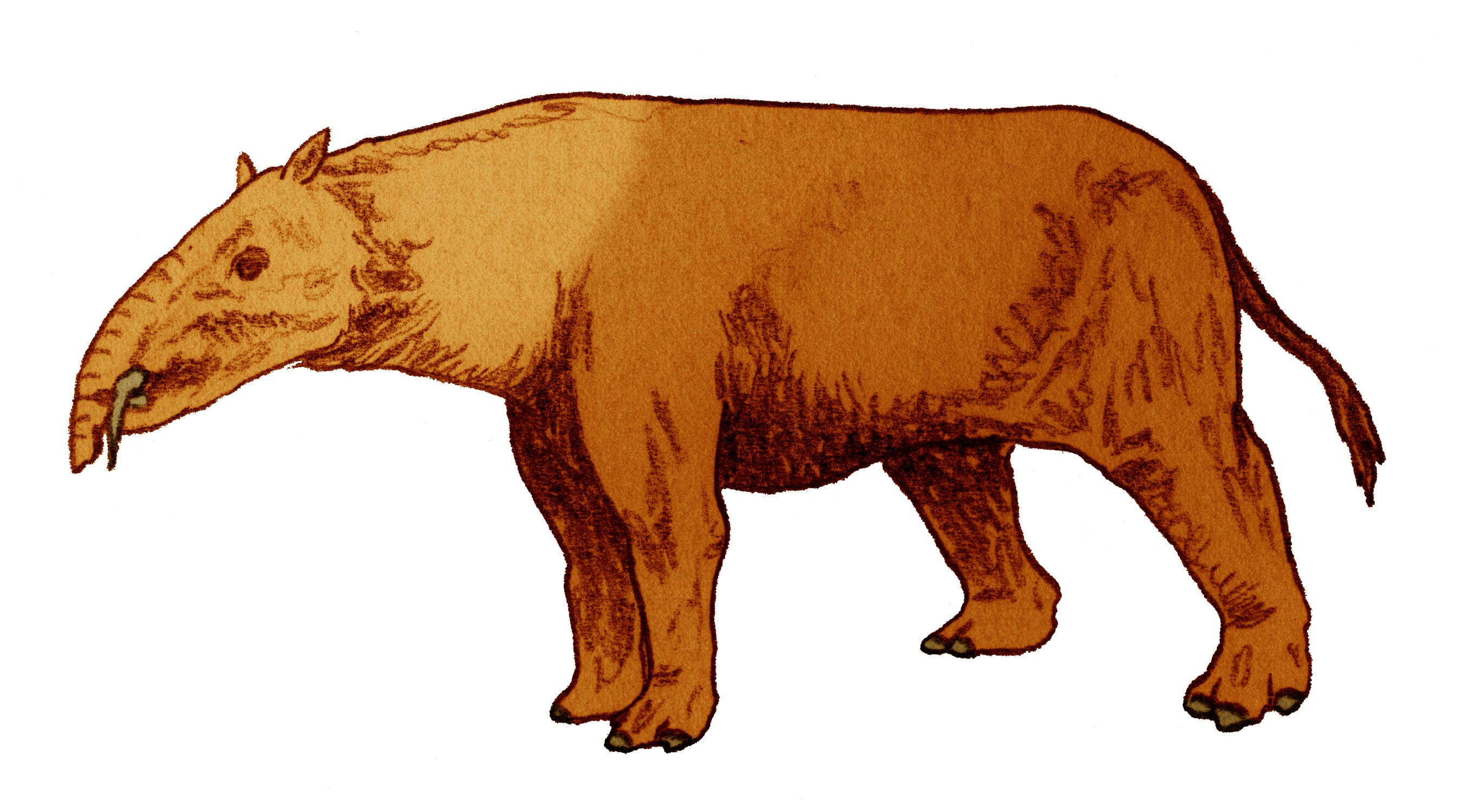
Había varios tipos de Astrapotherium.

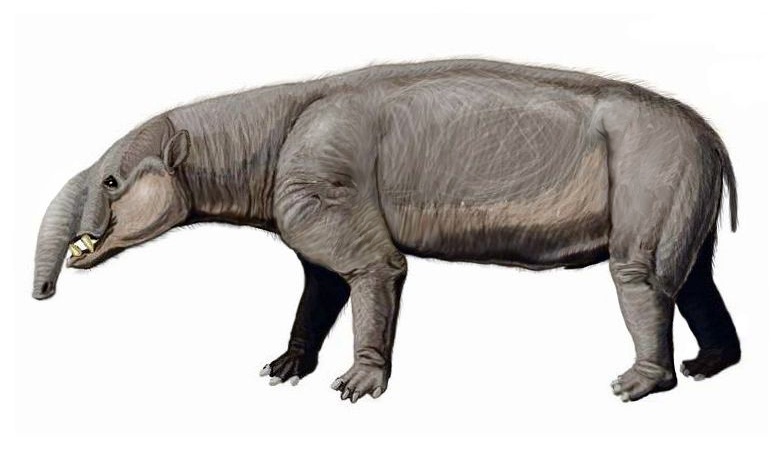
Astrapoterio.

La familia, se compone de dos subfamilias, Astrapotheriinae y Uruguaytheriinae.
Gracias a que estaban atrapados en cenizas volcánicas, ha sido posible reconstruir varios esqueletos completos de astrapotéridos.
Se conocen a partir de fósiles hallados en varios países suramericanos. Los más antiguos son del Paleoceno Superior, hace unos 56 millones de años, y los últimos vivieron en el Mioceno Medio, hace unos 10 millones de años.
Los astrapoterios más típicos se dividen en dos linajes: 
Un grupo, Astrapotheriinae, que habitó la Patagonia, incluye formas como Astrapotherium, Parastrapotherium del Mioceno y el más pequeño Astrapothericulus. 
El otro grupo, que incluye los últimos y más grandes astrapotéridos es conocido como Uruguaytheriinae, incluye varias formas que se han hallado en el norte de Sudamérica. 
Xenastrapotherium, originalmente descrito a partir de una quijada proveniente de Venezuela, era muy similar en forma general y tamaño al Astrapotherium argentino. Restos más completos provenientes de las rocas denominadas Grupo Honda, en Colombia, que se encuentran bellamente expuestas en varias regiones del Huila y el Tolima, muestran que  Xenastrapotherium poseía dos incisivos inferiores, en lugar de los tres de Astrapotherium, sus caninos se orientaban un poco más horizontalmente y el primer premolar superior estaba mucho más reducido que en Astrapotherium. Otros rasgos en la configuración de sus molares confirman que Xenastrapotherium kraglievichi es un animal diferente al astrapoterio.
Granastrapotherium snorki, es una especie descrita también a partir de restos hallados en las rocas del Grupo Honda el Huila y el Tolima. Restos hallados en Bolivia parecen pertenecer a Granastrapotherium o una forma muy similar. Este astrapoterio se diferencia de Xenastrapotherium por su mayor tamaño, entre 2,5 y 3,5 toneladas. Otras diferencias incluyen la presencia de sólo un premolar, el cuarto, en el paladar y la disposición de los caninos, que son muy grandes y recuerdan mucho menos a los de los hipopótamos y más a las defensas de algunos parientes antiguos de los elefantes, aunque las defensas en los elefantes y sus parientes no están formadas por los caninos sino por los incisivos. 
Los caninos superiores se proyectan mucho más hacia adelante, rodeados por estuches de hueso similares a los de los elefantes, y en la quijada, los incisivos se han perdido por completo, dejando dos caninos muy grandes y algo curvados hacia afuera. Parece ser que existían diferencias en el tamaño de los caninos en ejemplares de Granastrapotherium de tamaños similares, lo que sugiere que existían diferencias entre machos y hembras.
Astraponotus assymetrum tenía un tamaño considerable, se alimentaba de raíces que extraía de las orillas, donde pasaban la mayor parte de su vida, de los ríos y los paleopantanos. Poseía un par de caninos bien desarrollados y una trompa pequeña.

## Taxonomía
- Incertae sedis
  - Parastrapotherium Ameghino, 1895
  - Antarctodon Bond et al., 2011
  - Astrapodon Ameghino, 1891
  - Comahuetherium Kramarz y Bond, 2011
  - Liarthrus Ameghino, 1897
  - Maddenia Kramarz y Bond, 2009

- Subfamilia Astrapotheriinae
  - Astrapothericulus Ameghino, 1901
  - Astrapotherium Burmeister, 1879

- - Scaglia Simpson, 1957

- Subfamilia Uruguaytheriinae
  - Uruguaytherium Kraglievich, 1928
  - Granastrapotherium Johnson y Madden, 1997
  - Xenastrapotherium Kraglievich, 1928
  - Hilarcotherium[2]